# COMMD6
COMMD6 (англ. COMM domain containing 6) – білок, який кодується однойменним геном, розташованим у людей на 13-й хромосомі. Довжина поліпептидного ланцюга білка становить 85 амінокислот, а молекулярна маса — 9 638.
| 10         |  | 20         |  | 30         |  | 40         |  | 50         |
| ---------- |  | ---------- |  | ---------- |  | ---------- |  | ---------- |
| MEASSEPPLD |  | AKSDVTNQLV |  | DFQWKLGMAV |  | SSDTCRSLKY |  | PYVAVMLKVA |
| DHSGQVKTKC |  | FEMTIPQFQN |  | FYRQFKEIAA |  | VIETV      |  |            |

A: Аланін

C: Цистеїн

D: Аспарагінова кислота

E: Глутамінова кислота

F: Фенілаланін

G: Гліцин

H: Гістидин

I: Ізолейцин

K: Лізин

L: Лейцин

M: Метіонін

N: Аспарагін

P: Пролін

Q: Глутамін

R: Аргінін

S: Серин

T: Треонін

V: Валін

W: Триптофан

Задіяний у таких біологічних процесах, як транскрипція, регуляція транскрипції, убіквітинування білків, ацетилювання, альтернативний сплайсинг. 
Локалізований у цитоплазмі, ядрі.